# Duca di Noailles
Il titolo di Duca di Noailles era un pari di Francia creato nel 1663 per Anne de Noailles, conte d'Ayen.
Il secondo, terzo e quarto Duca furono tutti Marescialli di Francia. La famiglia fu inserita fra i Grandi di Spagna nel 1711, mentre il terzo, quarto, quinto e sesto Duca furono Cavalieri del Toson d'Oro.

## Duchi di Noailles (1663)
| Da   | A       | Ritratto | Numero | Duca di Noailles | Note |
| ---- | ------- | -------- | ------ | ---------------- | --- |
| 1663 | 1678    |          | 1      | Anne             | Anche conte d'Ayen |
| 1678 | 1708    |          | 2      | Anne Jules       | Anche maresciallo di Francia, padre di Marie Victoire de Noailles (moglie di Luigi Alessandro di Borbone, conte di Tolosa, figlio di Re Luigi XIV) |
| 1708 | 1766    |          | 3      | Adrian Maurice   | Anche maresciallo di France; sposò Françoise Charlotte d'Aubigné, nipote di Madame de Maintenon.                                                   |
| 1766 | 1793    |          | 4      | Louis            | Anche maresciallo di Francia |
| 1793 | 1824    |          | 5      | Jean Louis       | |
| 1824 | 1885    |          | 6      | Paul             | |
| 1885 | 1895    |          | 7      | Jules Charles    | |
| 1895 | 1953    |          | 8      | Adrien           | |
| 1953 | 2009    |          | 9      | François Agénor  | |
| 2009 | Attuale |          | 10     | Hélie            | |

## Altri membri di rilievo della famiglia
- Antoine, I conte de Noailles (1504–1562), Ammiraglio di Francia
- Henri de Noailles (1554–1623)
- Louis-Antoine, Cardinale de Noailles (1651–1729), arcivescovo di Parigi
- Philippe de Noailles, duca de Mouchy (1715–1794), maresciallo di Francia, fratello minore di Louis, IV duca de Noailles e padre di Louis-Marie, visconte de Noailles e Philippe Louis Marc Antoine de Noailles, I duca de Mouchy (fondatore del ramo cadetto)
- Emmanuel Marie Louis, marquis de Noailles (1743–1822)
- Philippe Louis Marc Antoine de Noailles, I duca de Mouchy (1752–1819)
- Louis Marie, visconte de Noailles (1756–1804), soldato e politico
- Marie Adrienne Françoise de Noailles (1759-1807), moglie di Gilbert du Motier, marquese de Lafayette
- Emmanuel Henri Victurnien, marchese de Noailles (1830–1909), diplomatico
- Anna de Noailles (1876-1933), scrittrice, poetessaa, e figura della società parigina (moglie del VII Duca di Noailles)
- Charles, visconte de Noailles (1891-1981) e sua moglie Marie-Laure de Noailles (nata Marie-Laure Henriette Anne Bischoffsheim, 1902-1970), patroni delle arti.

Confronta anche il ramo cadetto, i duchi de Mouchy.

## Fonti
- Héraldique européenne: Duché de Noailles (European Heraldry: Duchy of Noailles; in francese)
- Armory of Old Regime (pre-1789) French Peerage, su heraldica.org.
- An Online Gotha: Noailles, su angelfire.com.